# Atérien

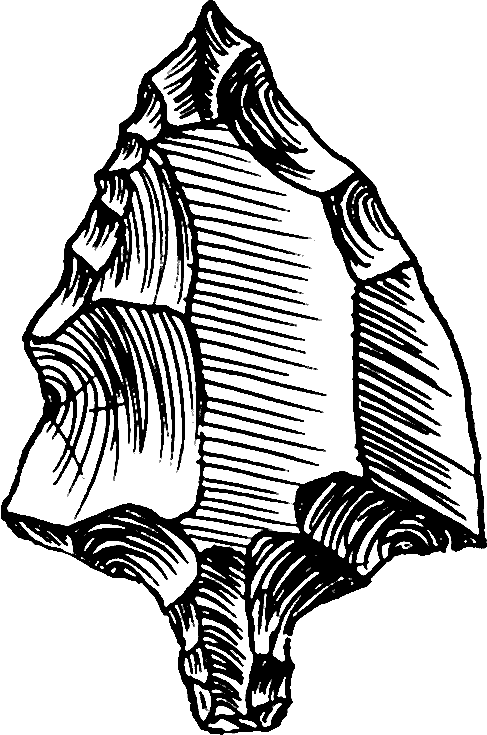
Pointe pédonculée atérienne

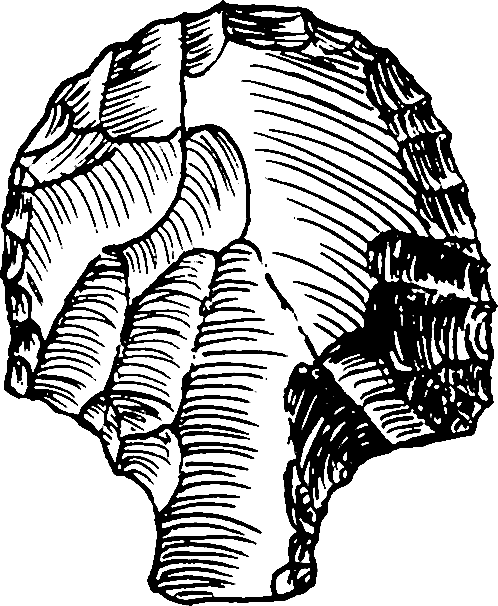
Racloir pédonculé atérien

L'Atérien est une industrie lithique préhistorique couvrant l'Afrique du Nord et le Sahara, et appartenant au Paléolithique moyen d'Afrique.
Il doit son nom au site de Bir el-Ater, situé à 87 km au sud de la wilaya de Tébessa, en Algérie, où il a été décrit par le préhistorien et ethnographe français Maurice Reygasse en 1922,.

## Chronologie
Le site atérien le plus ancien  se situe à Bir el-Ater, situé à 87 km au sud de la wilaya de Tébessa, en Algérie,il est daté de 145 000 ans avant celui de  Ifri n'Ammar, au Maroc. Les sites atériens se multiplient à partir d'environ 130 000 ans, quand le climat devient plus favorable en Afrique du Nord. Cette industrie disparait il y a environ 30 000 ans [réf. souhaitée], et ne semble pas avoir influencé les cultures lithiques postérieures dans la région [réf. souhaitée], notamment l'Ibéromaurusien qui apparait dans le Maghreb il y a environ 25 000 ans, après un hiatus archéologique de plusieurs milliers d'années [réf. souhaitée].

## Caractéristiques
L'Atérien se distingue d'abord par la présence d'outils pédonculés destinés à être emmanchés. Il associe la mise en œuvre du débitage Levallois à la confection d'outils sur éclat diversifiés (racloirs, denticulés, etc.), ainsi que d'outils foliacés bifaciaux.
On a trouvé des éléments d'ornement personnel (des coquillages Nassarius percés et ocrés pour former un collier) sur au moins un site atérien, daté de 82 000 ans.
L'Atérien est l'un des plus anciens exemples de diversification technique régionale, montrant une évolution significative par rapport aux industries lithiques antérieures dans la région, considérées comme appartenant au Moustérien, dont l'Atérien semble dériver.

## Extension géographique
L'Atérien se déploie sur toute l'Afrique du Nord, de la Mauritanie à l'Égypte (Bir Tefawi, oasis de Al-Kharga), en passant par le Maroc (grotte des pigeons, Ifri n'Ammar, Dar es-Soltan), le Niger (Seggedim), et en Algérie (sur le site éponyme de Bir el-Ater, à Aïn Tagourait, Kharouba près de Mostaganem, et au Camp Franchet d'Esperey à Arzew).

## Restes humains
Quelques restes humains fossiles ont été mis au jour en association avec des industries atériennes, notamment à Dar-es-Soltan, Témara, et Harhoura, près de Rabat. Il s'agit de fossiles d'Homo sapiens, plus ou moins modernes selon la période,.

## Débat
Il existe d'autres sites préhistoriques en Afrique du Nord pendant la même période ne présentant pas d'outils pédonculés dans leurs assemblages lithiques, mais partageant cependant d'autres éléments avec les sites atériens. Une étude de 2014 remet en question la pertinence du concept d'Atérien en estimant qu'il faut plutôt considérer l'existence d'un réseau d'industries apparentées et partageant certaines caractéristiques en fonction de leur proximité géographique ou de leur environnement.